# لاكلان بور
لاكلان بور (بالإنجليزية: Lachlan Burr)‏ هو لاعب دوري الرغبي أسترالي، ولد في 27 سبتمبر 1992 في سيدني في أستراليا.